# Osip Mandelštam
Osip Emiljevič Mandelštam (rodné jméno Iosif, rusky Осип Эмильевич Мандельштам; 15. lednagreg./ 3. lednajul. 1891, Varšava, Polské království, Ruské impérium – 27. prosince 1938, vězeňský tábor Vtoraja rečka u Vladivostoku) byl ruský básník, prozaik, esejista, překladatel a literární kritik židovského původu, jeden z největších ruských básníků 20. století a významný člen básnického hnutí akméistů, jehož manifest „Úsvit akméismu“ roku 1913 napsal. V období stalinských represí ve 30. letech byl zatčen a spolu se svou ženou Naděždou poslán do vyhnanství do města Čerdyň (Permský kraj). Později mu bylo dovoleno přesídlit do Voroněže v jihozápadním Rusku. V roce 1938 byl ale Mandelštam znovu zatčen a odsouzen k deportaci na Sibiř; téhož roku zemřel v tranzitním táboře.

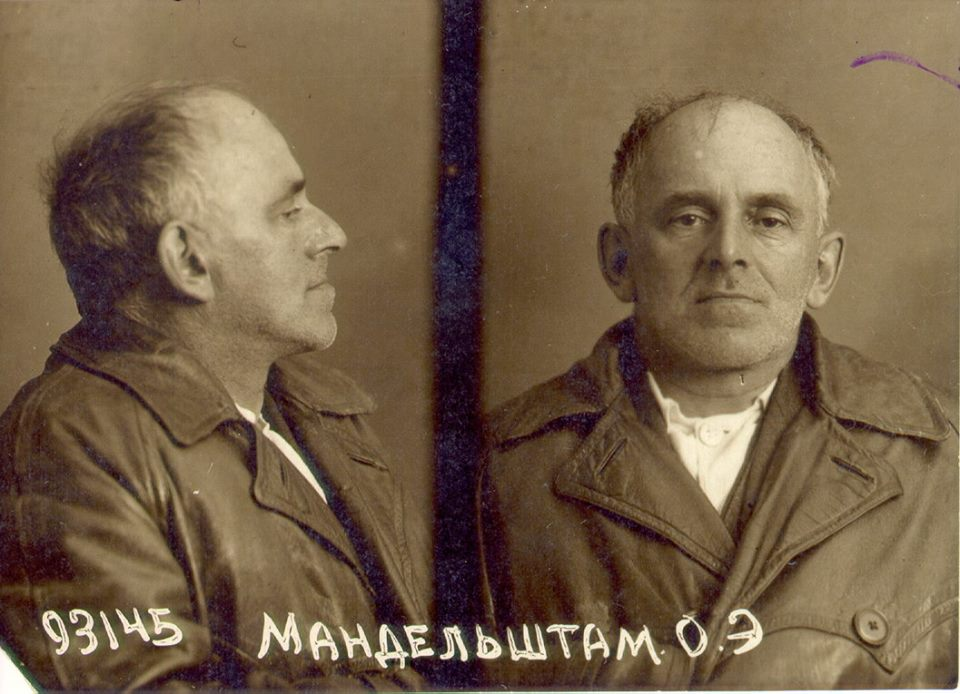
Mandelstamova fotografie pořízená NKVD v roce 1938

## Životopis

### Raná léta
Osip Mandelštam se narodil 15. ledna greg./ 3. ledna jul. 1891 ve Varšavě. Jeho otec, Emilij Veniaminovič Mandelštam (1856–1938) byl rukavičkář a patřil mezi kupce první gildy (gilda – sdružení, cech; v tehdejším Rusku existovaly tři kupecké gildy s různými právy). To mu dávalo právo žít navzdory židovskému původu mimo hranice tzv. „pásma osídlení“, tedy území, na kterém měli Židé v Ruském impériu povoleno trvale pobývat a které v zásadě odpovídalo hranicím bývalé Polsko-litevské unie. Osipova matka Flora Osipovna Verblovskaja (1866–1916) byla hudebnice.
V roce 1897 se Mandelštamovi přestěhovali do Petrohradu. Osip se v letech 1900–1907 vzdělával v prestižní škole Těniševskoje učilišče, jedné z nejpokrokovějších škol své doby. Mezi její studenty patřil například Vladimir Nabokov a další významné postavy ruské a sovětské kultury. Jeho první básně byly otištěny v roce 1907 ve školním almanachu. Na Osipa měla také od dětství velký vliv architektura a historie Petrohradu, kterou vnímal v kontrastu se stylem života a náboženskými rituály židovské diaspory. V dubnu roku 1908 se Osip Mandelštam rozhodl nastoupit na pařížskou Sorbonnu, kde studoval literaturu a filozofii, ale v následujícím roce přestoupil na univerzitu v Heidelbergu. V roce 1911 se nechal u metodistického pastora pokřtít, aby mohl nastoupit na univerzitu v Petrohradu, která Židy nepřijímala. 10. září téhož roku byl přijat na románsko-germánské oddělení historicko-filologické fakulty této univerzity, kde s přestávkami studoval až do roku 1917. Titul nicméně nikdy nezískal.

### Básnická kariéra
Mandelštamova raná poezie je pod vlivem atmosféry první ruské revoluce v roce 1905 výrazně populistická. Svou básnickou dráhu začal Mandelštam jako symbolista, následovník Paula Verlaina, Fjodora Sologuba a také předchůdce symbolistů Fjodora Ivanoviče Ťutčeva. Jeho básně vyšly například v časopisech Apollon (1910, č. 9) a Giperborej.
V roce 1912 vytvořil Mandelštam s několika dalšími mladými básníky skupinu „Cech básníků“ (v ruštině Cech poetov, Цех поэтов) pod vedením Nikolaje Gumiljova a Sergeje Goroděckého. Jádro této skupiny vytvořilo základ směru později nazývaného akméismus: přátelství s akméisty (především Annou Achmatovou a Nikolajem Gumiljovem) považoval Mandelštam za jedno z velkých štěstí svého života. Pro nové hnutí napsal Mandelštam v roce 1913 manifest „Úsvit akméismu“ (Utro akmeizma). V témže roce vydal svou první sbírku básní s názvem Kameň (Kámen) – znovu vyšla v letech 1916 a 1922 pod stejným názvem, ale s několika přidanými básněmi.
Druhá Mandelštamova sbírka s názvem Tristia („kniha smutku“, „žalozpěvy“, odkaz na Ovidia) vyšla v roce 1922 a tvoří ji verše z období první světové války a ruské Říjnové revoluce. Další verze této sbírky vyšla v roce 1923 pod názvem Vtoraja kniga (Druhá kniha) s věnováním „N.Ch.“ – Naděždě Jakovlevně Chazině, básníkově manželce. V knize se zřetelně odvíjí evoluce od „akméistického“ – racionálního – k iracionálnímu, k poetice spletitých asociací.
Další vývoj Mandelštamovy poetiky se odráží v básních 20. let, typických svou zastřeností a množstvím kulturních aluzí. V letech 1925 až 1930 nastává v jeho básnické tvorbě pomlka, kdy se autor věnuje próze: k autobiografii Šum vremeni (Hluk času) přidává například povídku Egipetskaja marka (Egyptská známka). Také překládá knihy do ruštiny (19 knih za 6 let) a pracuje jako novinový dopisovatel. V roce 1928 vychází poslední básnická sbírka, vydaná za Mandelštamova života – Stichotvorenija (Básně) – a také kniha vybraných pojednání O poezii.
V roce 1930 se Mandelštam po cestě na Kavkaz vrací k psaní poezie, jejímž prostřednictvím bojuje nejen se sovětskou realitou, ale také s kulturními tradicemi, a dává si za úkol vytvořit novou kulturu, která se nebude opírat o to, čeho dosáhli jeho předchůdci. Jeho „rozloučením“ s kulturou se stala jeho programová esej „Razgovor o Dante“ (Rozhovor o Dantem, 1933).

### Rodinný život
Svou ženu Naděždu Jakovlevnu potkal Osip Mandelštam v Kyjevě v roce 1919, vzali se v roce 1921 nebo 1922. Nejdřív žili na Ukrajině, ale brzy se přestěhovali do Petrohradu. Později žili také v Moskvě a v Gruzii. Naděžda Mandelštamová uchovávala více než třicet let manželovu pozůstalost a v šedesátých letech vydala na západě své dvojdílné Paměti, které do detailu a bez eufemismů popisují průběh postupné básníkovy likvidace.
Existuje domněnka, že měl Mandelštam milostný poměr s Annou Achmatovou, ta však celý život trvala na tom, že je pojilo pouze hluboké přátelství. Mandelštamovo manželství bylo nicméně několikrát ohroženo jeho vztahy s jinými ženami.

### Zatčení, vyhnanství a smrt
V roce 1933 píše Osip Mandelštam antistalinský epigram „My živjom, pod soboju ne čuja strany…“ (Žijeme a necítíme pod sebou svou zemi…), který byl také popsán jako „šestnáctiřádkový rozsudek smrti“. Epigram byl pravděpodobně inspirován Mandelštamovým pobytem na Krymu, kde autor viděl na vlastní oči důsledky „velkého hladomoru“ způsobeného Stalinovou politikou kolektivizace. Za tento epigram byl v květnu následujícího roku zatčen. Nebyl nicméně odsouzen k smrti nebo nuceným pracím v gulagu, ale k vyhnanství ve městě Čerdyň. To bylo považováno téměř za zázrak, který je historiky obvykle vysvětlován tím, že měl Stalin na básníkově osudu osobní zájem. Po Mandelštamově pokusu o sebevraždu mu byl trest zmírněn na vyhnanství z velkých ruských měst, jinak si mohl své místo pobytu zvolit sám. Spolu s manželkou Naděždou se tedy přestěhovali do Voroněže, na jihozápad evropské části Ruska. Většina básní z tohoto období odráží snahu básníka sužovaného vězením a nemocemi naplno se vyjádřit a říct své poslední slovo. Napsal také několik básní oslavujících Stalina (př. „Óda na Stalina“).
V roce 1937, na počátku tzv. „velké čistky“, začaly Mandelštama v tisku napadat literární kruhy, nejprve místní a potom i moskevské, které Mandelštama obviňovaly z protisovětských názorů. Ve zprávě tajemníka Svazu spisovatelů SSSR V. Stavského z roku 1938 adresované národnímu komisaři NKVD N. I. Ježovovi se navrhuje „vyřešit záležitost s Mandelštamem“ a básníkovy verše jsou nazvány „nemravnými a pomlouvačnými“. V dopise se mluví také o spisovatelích Iosifu Prutovi a Valentinu Katajevovi, kteří prý „ostře vystoupili“ na Mandelštamovu obranu.
Mandelštam a jeho žena obdrželi v květnu 1938 povolení vyjet z Voroněže na dovolenou nedaleko od Moskvy. Při příjezdu byl Mandelštam zatčen a obviněn z „kontrarevoluční činnosti“. O čtyři měsíce později, 2. srpna 1938, byl Mandelštam odsouzen k pěti letům v nápravném táboře. Dostal se do tranzitního tábora Vtoraja rečka (Druhá říčka) u Vladivostoku na ruském dálném východě, odkud se mu podařilo poslat zprávu manželce, v níž prosí o teplé oblečení, které ale nikdy nedostal. 27. prosince 1938 v táboře zemřel, zřejmě na tyfus. Dodnes se neví, kde byl pohřben.
Rehabilitace se Mandelštam posmrtně dočkal až v roce 1956 v období chruščovského tání, kdy byl zproštěn obvinění vznesených proti němu v roce 1938. Za vlády Michaila Gorbačova v roce 1987 byl potom zproštěn obvinění z roku 1934 a plně rehabilitován.
Od šedesátých let se Mandelštamovo jméno objevuje v memoárech a kritických pojednáních a výjimečně jsou jeho verše i otiskovány v časopisech (především těch méně významných). V ediční řadě „Bibliotěka poeta“ (Básníkova knihovna) měla v roce 1959 vyjít sbírka jeho děl. Svazek však vyšel až v roce 1973 velmi malým nákladem a s ochrannou předmluvou A. Dymšina. Mandelštam byl také vynechán z čtyřsvazkové publikace Russkie poety (Ruští básníci, 1966–1970).

## Mandelštamova památka
- V roce 1999 byl ve Vladivostoku odhalen památník Osipa Emileviče Mandelštama; autorem památníku je Valerij Nenaživin.
- 4. září 2008 byl odhalen autorův památník ve Voroněži v parku Orljonok.
- 28. listopadu 2008 byl odhalen autorův památník v centru Moskvy na křižovatce ulic Zabelina a Starosadskij pereulok na dvoře domu, v kterém básník bydlel u svého bratra Alexandra.
- V roce 2011 bylo otevřeno první muzeum O. E. Mandelštama ve městě Frjazino v Moskevské oblasti.

### Autoritativní vydání
- Mandelštam, O. E. Sobranije sočiněnij v trjoch tomach. Úvodní slovo profesor Clarence Brown, prof. G. P. Struve a B. A. Filippova. Washington: Inter-Language Literary Associates, 1967. Čtvrtý doplňkový svazek: Mandelštam, Osip. Sobranije sočiněnij. IV – doplňkový svazek. Ed. G. Struve, N. Struve a B. Filippova. Paříž: YMCA-Press, 1981.
- Mandelštam, O. E. Polnoje sobranije stichotvorenij. SPB., 1995.
- Mandelštam, O. E. Stichotvorenija. Proza. Moskva: AST; Charkov: Folio, 2001.
- Mandelštam, O. E. Polnoje sobranije sočiněnij i pisem. Ve třech svazcích. Moskva: Progress-Plejada, 2009–2011.

### České překlady
- Mandelštam, Osip. Topůrko pro kata: Výběr z díla. Přel. Jiří Kovtun. Köln: Index, 1979.
- Mandelštam, Osip. Verše. Z ruského originálu Stichotvorenija přeložil Václav Daněk a Jan Zábrana. Uspořádal a předmluvu napsal Jiří Honzík. 2. vyd. Praha: Odeon, 1988.
- Mandelštam, Osip. Prózy. Z ruského originálu Sobranije sočinenij v 3 tomach vybrala a přeložila L. Dušková. 1. vyd. Praha: Odeon, 1992.
- Mandelštam, Osip. Ruská Tristia. Z ruštiny přeložil Jan Zábrana. K vydání připravil, předmluvu napsal a poznámkami a vysvětlivkami opatřil Jiří Honzík. Čes. vyd. 2., ve Votobii 1. Praha: Votobia, 1997.
- Mandelštam, Osip. Básně. Z ruského originálu Polnoje sobranije stichotvorenij vybral a přeložil Jiří Kovtun. 1. vyd. Praha: Sefer, 1998.
- Mandelštam, Osip. Hliněný život. Přeložil Jan Zábrana. Vybral, uspořádal, k vydání připravil a ediční poznámku napsal Marek Fikar. V tomto uspořádání 1. vyd. Praha: BB art, 2003.

### Anglické překlady
- MANDELŠTAM, Osip. Selected Poems. Překlad David McDuff. New York: Farrar, Straus & Giroux, 1975. 206 s. Dostupné online. ISBN 978-0374511623. (rusky a anglicky)